# Cantó d'Aubervilliers
El cantó d'Aubervilliers és un cantó francès del departament del Sena Saint-Denis, situat al districte de Saint-Denis. Creat amb la reorganització cantonal del 2015.

## Municipis
- Aubervilliers